# ユリエン・ティンバー
ユリエン・ティンバー（Jurriën Timber, 2001年6月17日）は、オランダ・ユトレヒト出身のプロサッカー選手。プレミアリーグ・アーセナルFC所属。オランダ代表。ポジションはDF。
父親がキュラソー人で母親がアルバ人。登録名の「ティンバー」は母親姓である。双子の兄弟であるクインテン・ティンバー、兄であるディラン・ティンバーもサッカー選手だが、ユリエンとは異なり、キュラソー代表としてプレーしている。

## 経歴

### クラブ
2020年3月7日、リーグ最終節の戦でエールディヴィジ初出場。リサンドロ・マルティネスとセンターバックを組んで主力に成長した。
2022年8月18日、移籍の噂が絶えなかったが、アヤックスと2025年まで契約を延長した。
2023年7月14日、イングランドのアーセナルに移籍。契約期間は「長期」、移籍金は3,400万ポンドと報じられた。
8月12日の2023-24シーズン開幕戦、ノッティンガム・フォレスト戦に先発出場するも、後半5分に負傷交代。右膝前十字靱帯損傷と診断され、長期離脱を余儀なくされた。
2024年4月22日に行われたプレミアリーグ2のアーセナルU-21対ブラックバーン・ローヴァーズU-21の試合に前半のみ出場し、約8か月ぶりの実戦復帰となった。

### 代表
オランダの各世代別代表を経験しており、2018年にはUEFA U-17欧州選手権に出場し、決勝のイタリア戦でゴールを挙げるなど、優勝に貢献した。
2021年5月、A代表未経験であったが、UEFA EURO 2020に臨むオランダ代表に招集された。2021年6月2日、スコットランド代表との親善試合でA代表初出場。
2022年10月、FIFAワールドカップに臨むオランダ代表のメンバーに選出され、センターバックとして4試合に出場した。

## 個人成績

### クラブ
| 国内大会個人成績 | 国内大会個人成績 | 国内大会個人成績 | 国内大会個人成績 | 国内大会個人成績 | 国内大会個人成績 | 国内大会個人成績 | 国内大会個人成績 | 国内大会個人成績 | 国内大会個人成績 | 国内大会個人成績 | 国内大会個人成績 |
| 年度             | クラブ           | 背番号           | リーグ           | リーグ戦         | リーグ戦         | リーグ杯         | リーグ杯         | オープン杯       | オープン杯       | 期間通算         | 期間通算         |
| 年度             | クラブ           | 背番号           | リーグ           | 出場             | 得点             | 出場             | 得点             | 出場             | 得点             | 出場             | 得点             |
| オランダ         | オランダ         | オランダ         | オランダ         | リーグ戦         | リーグ戦         | リーグ杯         | リーグ杯         | KNVBカップ       | KNVBカップ       | 期間通算         | 期間通算         |
| ---------------- | ---------------- | ---------------- | ---------------- | ---------------- | ---------------- | ---------------- | ---------------- | ---------------- | ---------------- | ---------------- | ---------------- |
| 2019-20          | アヤックス       | 41               | エールディヴィジ | 1                | 0                | -                | -                | 0                | 0                | 1                | 0                |
| 2020-21          | アヤックス       | 2                | エールディヴィジ | 20               | 1                | -                | -                | 4                | 0                | 24               | 1                |
| 2021-22          | アヤックス       | 2                | エールディヴィジ | 30               | 3                | -                | -                | 4                | 0                | 34               | 3                |
| 2022-23          | アヤックス       | 2                | エールディヴィジ | 34               | 2                | -                | -                | 4                | 0                | 38               | 2                |
| イングランド     | イングランド     | イングランド     | イングランド     | リーグ戦         | リーグ戦         | FLカップ         | FLカップ         | FAカップ         | FAカップ         | 期間通算         | 期間通算         |
| 2023-24          | アーセナル       | 12               | プレミアリーグ   | 2                | 0                | 0                | 0                | 0                | 0                | 2                | 0                |
| 2024-25          | アーセナル       | 12               | プレミアリーグ   | 30               | 1                | 4                | 0                | 1                | 0                | 35               | 1                |
| 通算             | オランダ         | オランダ         | エールディヴィジ | 85               | 6                | -                | -                | 12               | 0                | 97               | 6                |
| 通算             | イングランド     | イングランド     | プレミアリーグ   | 32               | 1                | 4                | 0                | 1                | 0                | 37               | 1                |
| 総通算           | 総通算           | 総通算           | 総通算           | 117              | 7                | 4                | 0                | 13               | 0                | 134              | 7                |

### 代表
| オランダ代表 | 国際Aマッチ | 国際Aマッチ |
| 年           | 出場        | 得点        |
| ------------ | ----------- | ----------- |
| 2021         | 6           | 0           |
| 2022         | 8           | 0           |
| 2023         | 1           | 0           |
| 2024         | 3           | 0           |
| 通算         | 18          | 0           |

## タイトル

### クラブ
アヤックス
- エールディヴィジ（2020-21, 2021-22）
- KNVBカップ（2020-21）

アーセナル
- FAコミュニティ・シールド（2023）

### 代表
U-17オランダ代表
- UEFA U-17欧州選手権（2018）[8]

### 個人
- エールディヴィジ 月刊ベストイレヴン（2021年4月, 2021年9月, 2021年11月）
- エールディヴィジ シーズン最優秀選手（2021-22）[13]